# Почайна (ринок)
Почайна (раніше Петрівка) — книжковий, речовий, господарчий і блошиний ринок у Києві. Один із найбільших книжкових ринків в Україні.

## Назва
Ринок отримав назву Петрівка у 1997 році за тоді однойменною станцією метро та за залізничною станцією Київ-Петрівка у місцевості з назвою Петрівка.
У 2018 році через декомунізацію було перейменування відповідних станцій, заміна назв зупинок громадського транспорту, змінили назви юридичні особи навколо, у тому числі на території ринку.
На 2024 рік місцева влада називала ринок «Почайна».

## Історія

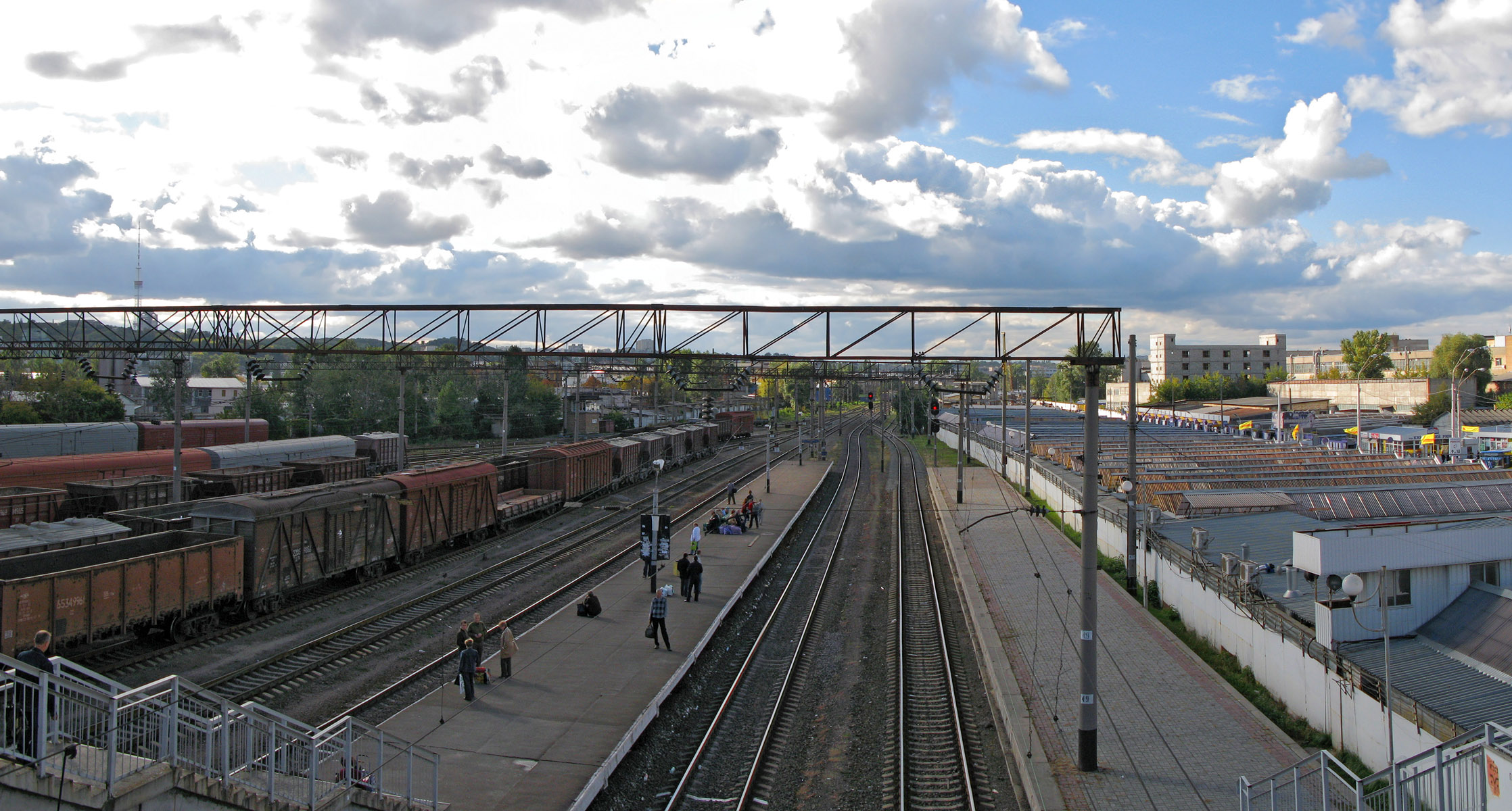
Книжковий ринок (праворуч) з боку станції Почайна

Попередником ринку було неформальне об'єднання «чорних книгопродавців» на вул. Фрунзе (сучасна Кирилівська), що існувало з 1989 року. Там збирався клуб київських книголюбів, але у 1994 будівля перейшла нічному клубу (нині FREEDOM Event Hall). Весною 1995 року продавці переїхали на нове місце в район залізничного вузла Почайна й станції метро Почайна по вулиці Вербовій, вздовж колій. Спочатку торгівля книгами йшла на східній частині (справа від виходу з метро на вул. Вербову), потім з упорядкуванням ринку книжковий ринок переїхав на поточне місце, а на старому утворився речовий ринок. Офіційне перенесення ринку відбулося 1 березня 1997 року.
До цього у 1996 році міський голова Києва Олександр Омельченко видав відповідне розпорядження, а Міська районна адміністрація прийняла його до виконання, паралельно були затверджені правила торгівлі на ринку. На ринку також влаштувалися всі торговці, які торгували в Куренівському парку. Коли відкрився ринок Петрівка, був справжній книжковий голод: люди здавали макулатуру, щоб купити хорошу книгу. У 2000-х роках був великий попит на друковану літературу котрий ринок задовольняв. Потім, з відкриттям книгарень та поширенням інтернет-продажів, ринкові продажі занепали.
Згодом був відкритий господарчий ринок між вулицею Вербовою та проспектом Степана Бандери на західній стороні площі Героїв УПА.

### Блошиний ринок
Він бере свій початок з 1858 р. з утворення Єврейського базару в районі Галицької площі. Він став відомий за торгівлею будь-яким крамом, у тому числі заставного, перекупленого, вживаного - фактично функціонуючи як найбільша та найвідоміша барахолка міста до знесення у 1952 р.
Тоді блошиний ринок переїхав спочатку на Деміївку (біля трамвайного розворотного кільця) та згодом після зведення - на Сінний ринок.
Після знесення Сінного ринку у 2006 році, блошиний ринок переїхав до Куренівського та Пташиного ринків у район Петропавлівської площі. Однак через скарги мешканців, блошиний ринок знову та остаточно переїхав до вул. Вербової з 1 жовтня 2011 року.

### Зведення ТРЦ
Починаючи з 2003 року, в пресі й на телебаченні активно мусувалася ідея створення торгово-розважального центру «Петрівка». Планувалося звести центр загальною площею 180 тис. м², з яких 75 тис. м² буде відведено під оренду. У січня 2011 року було анонсовано про те, що замість столичного книжкового ринку у Києві з'явиться новий торговий центр «Петрівка». Київська міська державна адміністрація тоді обіцяла залишити лише територію старого ринку, адже це пам'ятка міста. На місці господарського і частини рядів книжкового ринку було передбачено будівництво великого торгово-розважального центру з такою ж назвою.
3 жовтня 2019 року КМДА надала містобудівні умови та обмеження на будівництво на місці книжкового ринку (а 2 грудня 2021 надало МУО на місці господарчого ринку) для будівництва ТРЦ "Petrovka-MALL". Обурення киян виявилося в акції #SavePetrovka, через це була реакція міської влади щодо перемовин з забудовником щодо збереження книжкового ринку. Інтереси ринку представляв через ГО "Книжковий ринок" депутат Владислав Трубіцин. Згідно його слів, забудовник зобов'язався зберегти та реконструювати книжковий ринок вздовж залізничних колій, реконструкція передбачатиме утворення культурного хабу з виставковими та концертними майданчиками. Планом передбачається знесення господарчого ринку. Після початку російського вторгнення проєкт не отримав обіцяного продовження запланованого на 2022-2023 роки, і ця ідея ще не реалізована.

## Торгівля
Сьогодні книжковий ринок відповідає вимогам часу, він включає 727 торгових місць. Підтримка книгопродавців та книговидавців здійснюється через низьку орендну плату. У цілому на ринку представлені понад 120 видавництв.
На Почайні можна знайти книжки будь-яких жанрів та галузей знань: від романів до професійної літератури вузького профілю. Крім того, на книжковому ринку представлено широкий асортимент канцтоварів, а також аудіо- та відеопродукції й програмного забезпечення — як ліцензійного, так і піратського. Через дорогу від книжкового ринку є секція букіністичного ринку, де продаються старі та вживані книги старих видань.
Поруч із книжковим ринком розташовані речові та господарські ринки. Речовий ринок спеціалізується на продажі одягу, взуття та трикотажу. Господарчий ринок продає різні господарчі товари для домашнього вжитку.
За книжковим ринком знаходиться найбільший у Києві блошиний ринок. Простягається він уздовж вулиці Вербової по обидва боки дороги, далі переходить на тротуари та встелений камінням клаптик території напроти ТЦ Епіцентр. За підземним переходом до залізничної зупинки Куренівка продовження на вулиці Гулаків-Артемовських до вулиці Вікентія Хвойки. Тут поціновувачі раритетів можуть придбати валізи, сумки, сонцезахисні окуляри, значки та медалі, які пережили другу світову війну, та ще масу всяких корисних або просто красивих речей, котрі мають довгу історію. Сюди приходять за фотоапаратами «Зеніт», старовинними музичними програвачами та радіоприймачами. На радість меломанів на ринку представлений багатий вибір оригінальних платівок, а для модників — всілякі вінтажні аксесуари. Крім того, у продажу є в продажу CD і DVD-диски.
Режим роботи книжкового, букіністичного, речового та господарських ринків:
- вт-нд з 8:00 до 21:00 (зазвичай більшість продавців з 11:00 до 17:00)
- пн вихідний

Блошиний ринок:
- пн-пт вихідні
- сб-нд з 8:00 до 15:00

## Цікаві факти
У 2015 році був знятий короткометражний документальний фільм "Колишні" про букіністичний ринок та його продавців уживаних книжок.